# Brad Anderson
Brad Anderson (Madison, 1964) is een Amerikaanse film- en televisieregisseur en scenarioschrijver.

## Biografie
Brad Anderson werd in 1964 geboren in Madison (Connecticut). Hij is de neef van actrice Holland Taylor. Hij studeerde antropologie en Russisch aan Bowdoin College. Nadien volgde hij filmstudies in Londen.
Hij maakte in 1996 zijn regie- en scenariodebuut met de komedie The Darien Gap. Twee jaar later regisseerde hij de romantische komedie Next Stop Wonderland, met actrice Hope Davis als hoofdrolspeelster. Zijn grote doorbraak volgde in 2004 met de psychologische thriller The Machinist, waarvoor hoofdrolspeler Christian Bale zo'n 28 kg afviel voor zijn vertolking. De film werd genomineerd voor onder meer een European Film Award. 
Anderson werkt ook al sinds eind jaren 1990 mee aan verschillende tv-producties. Zo regisseerde hij afleveringen van bekende series als The Wire, Fringe, Boardwalk Empire en The Killing.

## Filmografie

### Films
- The Darien Gap (1996)
- Next Stop Wonderland (1998)
- Happy Accidents (2000)
- Session 9 (2001)
- The Machinist (2004)
- Transsiberian (2008)
- Vanishing on 7th Street (2010)
- The Call (2013)
- Stonehearst Asylum (2014)
- Beirut (2018)

### Televisie (selectie)
- Homicide: Life on the Street (1999)
- The Wire (2002–2006)
- The Shield (2003)
- Fringe (2008–2011)
- Treme (2010)
- Boardwalk Empire (2010–2011)
- The Killing (2011–2012)
- Person of Interest (2012)
- Alcatraz (2012)
- Forever (2014–2015)
- Peacemaker (2022)